# Wacław Radulski
Wacław Radulski (ur. 30 lipca 1904 w Petersburgu, zm. 11 maja 1983 w Londynie) – polski reżyser teatralny i radiowy, kierownik artystyczny Teatru Dramatycznego 2 Korpusu Polskiego.

## Życiorys
Był synem dentysty Wincentego Radulskiego i Heleny z Giedroyciów; miał troje rodzeństwa, jego młodszy brat Edward (1908–1975) był tancerzem.

### Dzieciństwo i młodość
Dzieciństwo i młodość spędził w Petersburgu. Ukończył gimnazjum przy kościele św. Katarzyny. Występował wówczas w rolach kobiecych w komediach Molière’a Uczone białogłowy i Mieszczanin szlachcicem, wystawionych po francusku. Był świadkiem dwóch rewolucji: lutowej i październikowej. Ciężko wówczas chorował na tyfus, jego ojciec zaginął bez wieści. Po ukończeniu gimnazjum przez rok studiował aktorstwo w petersburskim Instytucie Sztuk Scenicznych, a następnie przez kilka miesięcy uczestniczył w zajęciach na nowo otwartym Wydziale Reżyserii. Podczas studiów uczestniczył w objazdach teatralnych sekcji wojskowych.

### Okres międzywojenny
W 1923 przyjechał do Warszawy i kształcił się w Oddziale Dramatycznym przy Państwowym Konserwatorium Muzycznym. Jego wykładowcami byli m.in. Wilam Horzyca, Stefan Jaracz, Leon Schiller. Uważany był za jednego z najzdolniejszych uczniów Schillera. Uczestniczył w warszawskim życiu teatralnym. Szczególnie interesował się przedstawieniami Teatru im. Wojciecha Bogusławskiego, prowadzonego przez Schillera, Horzycę i Aleksandra Zelwerowicza, którzy wywarli znaczny wpływ na rozwój artystyczny Radulskiego. W czerwcu 1926 otrzymał dyplom z wyróżnieniem na podstawie spektaklu złożonego z fragmentów Akropolis Stanisława Wyspiańskiego i przedstawionego szkolnej komisji niezrealizowanego projektu symultanicznej, plenerowej inscenizacji Dziadów Adama Mickiewicza na wzgórzach wileńskich (projekt wraz ze szkicami został opublikowany w „Życiu Teatru” 1926 nr 25–28). W sezonie 1926/1927 współpracował z Teatrami Arnolda Szyfmana: Polskim i Małym w Warszawie jako asystent reżyserów. Podyplomowym debiutem reżyserskim Radulskiego był Lekarz mimo woli Moliera w Teatrze Odrodzonym na Pradze (11 marca 1927). W sezonie 1927–1928 współpracował z Teatrem Praskim, gdzie wystawił m.in. Wieczór wigilijny według Charlesa Dickensa, w którym wykorzystał projekcję filmową. W latach 1928–1929 był reżyserem w Miejskich Teatrach Dramatycznych.
10 czerwca 1927 zadebiutował w drugiej dziedzinie swojej działalności – w rozgłośni warszawskiej jako reżyser radiowy słuchowiskiem Romeo i Julia Williama Shakespeare’a. W latach 1927–1931 zrealizował 19 słuchowisk. W 1930 został zaangażowany do teatru lwowskiego pod kierownictwem artystycznym Schillera. Na początku 1931 wyjechał na trzymiesięczne stypendium Funduszu Kultury Narodowej. Przebywał w Paryżu, we Włoszech, w Berlinie, w Wiedniu i innych miastach europejskich. W sezonie 1931/1932 pracował w Teatrze na Pohulance w Wilnie pod kierownictwem Mieczysława Szpakiewicza. Wystawił tam piętnaście dramatów, m.in. Wieczór Trzech Króli Shakespeare’a. Współpracował z wieleńskim radiem. Na początku 1932 objął kierownictwo wileńskiego Hebrajskiego Studia Dramatycznego powstałego pod wpływem teatru Reduta Juliusza Osterwy i żydowskiego teatru Habima. Nie znając hebrajskiego, zrealizował z amatorami napisany w tym języku poemat dramatyczny Massada Izaaka Landaua.
Od września 1933 został zaangażowany ponownie do teatru lwowskiego. Teatr ów pod dyrekcją Horzycy stał się jedną z najistotniejszych scen polskich. W ciągu dwóch lat Radulski wyreżyserował dwadzieścia przedstawień, z których większość jest zaliczana do wybitnych osiągnięć polskiego teatru międzywojennego.
We Lwowie współpracował z radiem, razem z operatorem Jarosławem Słoniewskim nakręcił trzy eksperymentalne filmy krótkometrażowe: Głuche drogi – impresję ukazującą uroki Polesia, Rach ciach ciach według sztuki Henryka Zbierzchowskiego Porwana narzeczona oraz Próba generalna – reportaż z prac zespołu teatru lwowskiego nad przygotowaniami do premiery Zbójców Friedricha Schillera.
W 1935, po nieporozumieniach z Horzycą, zaangażował się w Teatrze im. Juliusza Słowackiego w Krakowie. W teatrze tym zrealizował dwadzieścia jeden przedstawień. Zdecydowaną większość stanowiły realizacje dramatu współczesnego – polskiego, ale realizował także adaptacje światowej prozy i klasykę dramatu.
Przedstawienia z okresu lwowskiego i krakowskiego były największymi osiągnięciami artystycznymi Radulskiego. Na ich podstawie zalicza się go do grona najwybitniejszych polskich inscenizatorów okresu międzywojennego. Radulski eksperymentował, wykorzystywał groteskę, absurd, intelektualną grę. Uważa się go także za jednego z najwybitniejszych polskich reżyserów radiowych okresu międzywojennego. W rozgłośniach warszawskiej, wileńskiej, lwowskiej i krakowskiej, zrealizował w sumie kilkadziesiąt słuchowisk. Niejednokrotnie przenosił na antenę radiową swoje przedstawienia teatralne, m.in. Człowieka, który był Czwartkiem. W 1938 zrealizował w Krakowie słuchowisko Wyzdrowiał Janusza Meissnera, w którym po raz pierwszy w dziejach polskiej radiofonii wykorzystano plenerowe nagrania z udziałem aktorów.
W okresie międzywojennym sporo publikował, m.in. „Życiu Teatru”, „Wieku XX”, „Żagarach”.

### II wojna światowa
4 września 1939 wyruszył z grupą pracowników teatru do Lwowa. W chwili agresji radzieckiej na Polskę przebywał w szpitalu. 13 października tegoż roku, w czasie próby przekraczania granicy w Lesku, został zatrzymany przez NKWD. Był więziony we Lwowie i Dniepropietrowsku, następnie zesłano go pod Kujbyszew, potem pod Workutę. Skrajnie wyczerpany, latem 1941 został zwolniony na mocy amnestii dla polskich obywateli będącej wynikiem porozumienia Sikorski-Majski. 30 października 1941 dotarł do Buzułuku, gdzie wstąpił do armii Andersa. Stamtąd został skierowany do Tocka, gdzie współorganizował Teatr Polowy Ośrodka Organizacji Armii, którego był kierownikiem artystycznym i reżyserem (od jesieni 1941 do stycznia 1942).
Pierwszym przedstawieniem, jakie zrealizował dla żołnierzy, była Pastorałka według tekstu Schillera (Boże Narodzenie 1941). W styczniu 1942 został zastępcą kierownika i reżyserem w Teatrze Żołnierza.
W marcu 1943 powierzono mu kierownictwo artystyczne i reżyserię w tworzącym się Teatrze Dramatycznym 2 Korpusu Polskiego. Z armią Andersa przeszedł szlak od Iraku przez Palestynę do Włoch. W warunkach polowych zrealizował kilkanaście przedstawień, m.in. Damy i huzary Aleksandra Fredry, Dom otwarty Michała Bałuckiego, Szelmostwa Skapena Moliera, Księżniczkę Turandot Carla Gozziego, Wiele hałasu o nic Szekspira. Przedstawienia odbywały się niemal codziennie w innym miejscu – na pustyni, w szpitalach, obozach, w pobliżu pól bitewnych – m.in. pod Monte Cassino. Niejednokrotnie brała w nich udział wielotysięczna widownia.

### Okres powojenny
2 sierpnia 1945, wraz z Jadwigą Domańską (dyrektor Teatru Dramatycznego 2 KP), Radulski spotkał się w Lingen z Leonem Schillerem i Tadeuszem Orłowiczem (scenografem, z którym blisko współpracował przed wojną). Ten pierwszy zachęcał Radulskiego do powrotu do kraju, gwarantując mu ważne miejsce w polskim życiu teatralnym. Radulski nie przyjął propozycji, a Orłowicz dołączył do zespołu Teatru Dramatycznego 2 KP. Od sierpnia 1945 do maja 1946 Radulski przebywał z Teatrem Dramatycznym 2 Korpusu Polskiego w Recanati, gdzie wystawił Mirandolinę Carlo Goldoniego i Wiele hałasu o nic. Od marca 1946 wykładał w Studium Teatralnym przy Teatrze Dramatycznym. Razem z zespołem odbył objazd po miejscowościach Szkocji i Anglii, odwiedzając skupiska Polaków. Jesienią 1947 przeszedł do Polskiego Teatru Dramatycznego, na którego otwarcie wyreżyserował Damy i huzary. W kolejnych latach okresowo współpracował z Polskim Teatrem Dramatycznym (od 1949 Teatr Dramatyczny im. J. Słowackiego w sali Ogniska Polskiego). Realizował przedstawienia także w innych teatrach i teatrzykach emigracyjnych.
W 1949 został członkiem ZASP za Granicą. Prowadził zajęcia w Studium Teatralnym ZASP (1951). Na początku 1952 wyjechał z żoną i synem do Monachium, gdzie od marca 1952 do czerwca 1966 pracował w Rozgłośni Polskiej Radia Wolna Europa. Zrealizował kilkaset audycji i kilkadziesiąt słuchowisk poetyckich, m.in. na podstawie dzieł Fredry, Słowackiego, Krasińskiego, Wyspiańskiego i Hemara.
W 1966 wrócił z rodziną do Londynu, gdzie poświęcił się pracy nad rozpoczętą jeszcze w czasie wojny książką Alicja w krainie teatru. Publikował artykuły w prasie i wydawnictwach emigracyjnych (m.in. w londyńskich: „Poradniku Kulturalno-Oświatowym”, „Życiu” i „Wiadomościach”).
Po 1939 roku Radulski nigdy nie odwiedził Polski i został w kraju prawie zupełnie zapomniany.

## Życie prywatne
Był dwukrotnie żonaty – z aktorką Alicją Matusiakówną (ślub 1934 we Lwowie, rozstanie w 1939) i z aktorką, dziennikarką Jeanette (Janiną, Żenią) Gaar (ślub 1947), z którą miał syna George’a (ur. 1948).
Pod koniec życia cierpiał na chorobę Parkinsona. Zmarł w Londynie. Jego życzeniem było, aby rozsypano jego prochy nad starożytnym amfiteatrem w Epidauros.